# Tens
Tens é o 18º álbum de estúdio do cantor brasileiro Ozeias de Paula, lançado pela gravadora BMG Ariola em 1985.
Em 2019, foi eleito o 42º melhor álbum da década de 1980 em lista publicada pelo portal Super Gospel.

## Faixas
1. Tens
2. Amai-vos
3. O Sangue de Jesus
4. Vem
5. Venho
6. Meu Segredo
7. Dai Glória a Deus
8. Salmo 139
9. Vem Filho Meu
10. Criança